# مارسيل ألين
مارسيل ألين (بالفرنسية: Marcel Allain)‏‏ (15 سبتمبر 1885 في باريس - 25 أغسطس 1969 في سن جرمن آن له) كاتب، وصحفي، وكاتب مسرحي، وروائي من فرنسا.

## الجوائز
- وسام جوقة الشرف من رتبة فارس[11]

## روابط خارجية
- مارسيل ألين على موقع IMDb (الإنجليزية)
- مارسيل ألين على موقع قاعدة بيانات الفيلم (الإنجليزية)